# Isodontia sonani
Isodontia sonani är en biart som först beskrevs av Keizo Yasumatsu 1938.  Isodontia sonani ingår i släktet Isodontia och familjen grävsteklar. Inga underarter finns listade i Catalogue of Life.